# Älgsjösjön, Östergötland
Älgsjösjön är en sjö i Mjölby kommun i Östergötland och ingår i Motala ströms huvudavrinningsområde. Sjön har en area på 0,0307 kvadratkilometer och ligger 108 meter över havet.

## Delavrinningsområde
Älgsjösjön ingår i det delavrinningsområde (647326-144365) som SMHI kallar för Utloppet av Tåkern. Medelhöjden är 104 meter över havet och ytan är 146,53 kvadratkilometer. Räknas de 9 avrinningsområdena uppströms in blir den ackumulerade arean 293,25 kvadratkilometer. Mjölnaån (Disevidån) som avvattnar avrinningsområdet har biflödesordning 2, vilket innebär att vattnet flödar genom totalt 2 vattendrag innan det når havet efter 130 kilometer. Avrinningsområdet består mestadels av jordbruk (58 procent). Avrinningsområdet har 43,63 kvadratkilometer vattenytor vilket ger det en sjöprocent på 29,8 procent.